# Puerto Toro
Puerto Toro egy 36 fős település Chile déli felén a Navarino-szigeten. Ezt a kis halászfalut még 1892-ben alapították, és egy időben az aranyláz miatt komolyabb jelentőségre tett szert. Manapság Puerto Toro a királyrák halászata miatt népszerű.
Nevezetességének oka a földrajzi fekvése, mivel ez a legdélebbi lakott település a világon (55°05'D 67°04'Ny), leszámítva a meteorológiai és a kutatóállomásokat. A Déli-sarktól való távolsága 4000 km.
1. ↑  2017-es chilei népszámlálás. (Hozzáférés: 2020. március 5.)